# 31271 Nallino
31271 Nallino è un asteroide della fascia principale. Scoperto nel 1998, presenta un'orbita caratterizzata da un semiasse maggiore pari a 3,1375709 UA e da un'eccentricità di 0,0994609, inclinata di 1,71916° rispetto all'eclittica.
L'asteroide è dedicato all'arabista e islamista Carlo Alfonso Nallino, che tradusse e commentò in  lingua latina il Kitāb al-zīǧ (Il libro delle tavole astronomiche) composto nel X secolo dall'astronomo arabo Muḥammad ibn Jābir al-Ḥarrānī al-Battānī, migliorando di molto la prima traduzione del XII secolo di Platone da Tivoli (Plato Tiburtinus).